# Aloísio Jorge Pena Vitral
Aloísio Jorge Pena Vitral (* 23. April 1955 in Rio de Janeiro) ist ein brasilianischer Geistlicher und emeritierter römisch-katholischer Bischof von Sete Lagoas.

## Leben
Aloísio Jorge Pena Vitral empfing am 18. Januar 1986 die Priesterweihe für das Erzbistum Belo Horizonte.
Papst Benedikt XVI. ernannte ihn am 11. Februar 2006 zum Weihbischof in Belo Horizonte und Titularbischof von Thubursicum-Bure. Der Erzbischof von Belo Horizonte, Walmor Oliveira de Azevedo, spendete ihm am 25. März desselben Jahres die Bischofsweihe; Mitkonsekratoren waren Décio Sossai Zandonade SDB, Bischof von Colatina, und Sebastião Roque Rabelo Mendes, emeritierter Weihbischof in Curitiba. Als Wahlspruch wählte er Revestido de profunda Misericórdia.
Am 25. November 2009 wurde er zum Bischof von Teófilo Otoni ernannt. Papst Franziskus ernannte ihn am 20. September 2017 zum Bischof von Sete Lagoas. Die Amtseinführung fand am 16. Dezember desselben Jahres statt.
Am 10. Juni 2020 nahm Papst Franziskus das von Aloísio Jorge Pena Vitral vorgebrachte Rücktrittsgesuch an.